# 人才竞争力
人才竞争力是指在一定的时期内，某地区的人才在一定的人才投入条件下，在一定的人才环境中，通过创造性劳动而比其他地区人才取得更优、更多成果的能力。
一般认为，人才的数量、结构和素质，是衡量人才竞争力的核心指标。